# Rohrbach (Gemeinde Ziersdorf)
Rohrbach ist eine Ortschaft und Katastralgemeinde der Marktgemeinde Ziersdorf in Niederösterreich.

## Geographie
Der Ort befindet sich östlich der Horner Straße und wird vom Rohrbach durchflossen, der knapp außerhalb in die Schmida mündet.

## Geschichte
Durch das häufige Vorkommen des Ortsnamens Rohrbach im Weinviertel sind kaum gesicherte Aussagen über das Mittelalter möglich. Fest steht jedoch, dass das Passauer Domkapitel hier um das Jahr 1230 mehrere Zehente bezog. Im Zuge der Reformation bekam Rohrbach einen evangelischen Pastor und 1618 wurde ein evangelischer Friedhof angelegt, die Pfarre verwaiste jedoch wieder und wurde in der Barockzeit mit einem katholischen Pfarrer besetzt.
Nach den Reformen 1848/1849 konstituierte sich Rohrbach 1850 als selbständige Gemeinde, die bis 1868 dem Amtsbezirk Ravelsbach und danach dem Bezirk Hollabrunn unterstellt war.
Laut Adressbuch von Österreich waren im Jahr 1938 in der Ortsgemeinde Rohrbach ein Friseur, ein Gastwirt, zwei Gemischtwarenhändler, ein Schmied, zwei Schuster und mehrere Landwirte ansässig.
1971 erfolgte der Zusammenschluss zur Großgemeinde Ziersdorf.

## Kultur und Sehenswürdigkeiten
- Katholische Pfarrkirche Rohrbach bei Ziersdorf hl. Andreas